# Chroicopterina
Chroicopterina – podplemię modliszek z rodziny Chroicopteridae, podrodziny Chroicopterinae i plemienia Chroicopterini.
Samce są w pełni uskrzydlone, samice natomiast krótkoskrzydłe. Samcze genitalia odznaczają się ząbkowanymi wierzchołkową częścią fallomeru brzusznego i boczną częścią fallomeru lewego.
Przedstawiciele podplemienia występują wyłącznie w krainie etiopskiej.
Do taksonu tego należy 75 opisanych gatunków, sklasyfikowanych w 17 rodzajach:
- Betamantis Giglio-Tos, 1915
- Carvilia Stal, 1876
- Chopardentella Kaltenbach, 1996
- Chroicoptera Stal, 1871
- Congomantis Werner, 1929
- Entella Stal, 1877
- Entelloptera Beier, 1942
- Geothespis Giglio-Tos, 1916
- Ligaria Stal, 1877
- Ligariella Giglio-Tos, 1915
- Ligentella Kaltenbach, 1996
- Macracanthopus Chopard, 1929
- Namamantis Kaltenbach, 1996
- Paraligaria Beier, 1969
- Parentella Giglio-Tos, 1915
- Rhachimantis Giglio-Tos, 1915
- Sphaeromantis Schulthess, 1898